# Краљица девица
Краљица девица је амерички филм о краљици Елизабети I Тјудор и њезиној романси са Томасом Симором, ујаком Едварда VI. Главне улоге играју: Џин Симонс, Стјуарт Грејнџер, Дебора Кер и Чарлс Лотон.

## Улоге
| Глумац           | Улога              |
| ---------------- | ------------------ |
| Џин Симонс       | Принцеза Елизабета |
| Стјуарт Грејнџер | Томас Симор        |
| Дебора Кер       | Катарина Пар       |
| Чарлс Лотон      | Хенри VIII         |